# Avatar: The Last Airbender - Azula in the Spirit Temple
Avatar: The Last Airbender - Azula in the Spirit Temple é uma história em quadrinhos norte-americana publicada pela editora Dark Horse Comics em 1 de novembro de 2023. Foi escrito por Faith Erin Hicks e ilustrado por Peter Wartman junto a Adele Matera. É baseado na série animada televisiva Avatar: The Last Airbender e acompanha a personagem Azula após os eventos da série e do quadrinho Smoke and Shadow.

## Sinopse
Azula continua sua campanha desestabilizadora contra a Nação do Fogo e seu irmão, Senhor do Fogo Zuko. Mas depois de um ataque fracassado ao seu último alvo, Azula se encontra em um misterioso templo na floresta habitado por um monge solitário... ou será algo mais misterioso? Azula deve enfrentar seu passado e finalmente encarar sua chance de redenção.

## Produção
A história foi anunciada oficialmente durante um painel na San Diego Comic Con em 23 de julho de 2022 como uma edição única no mesmo formato de outros três quadrinhos da série também escritos por Faith Erin Hicks. A data de lançamento foi prevista para o verão de 2023.

## Publicação
Em formato encadernado, o quadrinho foi lançado em 31 de outubro de 2023.

## Recepção
Robbie Pleasant escreveu uma review para o site Multiversity Comics. Robbie elogia a escrita de Faith Erin Hicks, afirmando que ela "faz um ótimo trabalho capturando a personagem de Azula, desde suas ameaças até suas falhas.", adicionando ainda que "... essa graphic novel serve como um ótimo estudo de personagem, mostrando os impulsos e falhas de Azula.". Finalizando sua análise dizendo que "Minúcias à parte, 'Azula in the Spirit Temple' continua sendo uma história individual ótima em explorar a personagem de Azula, ela merecendo ou não perdão e redenção."